# 新勃兰登堡区
新勃兰登堡区（德語：Bezirk Neubrandenburg）是德意志民主共和国的一个区（Bezirk），行政中心为新勃兰登堡。

## 历史
该区与其他东德的十三个区成立于1952年7月25日，替代了德国传统上的联邦州行政区划。1990年10月3日两德统一后，该区成为了梅克倫堡-西波美拉尼亞的一部分。

## 下分区划
该区下分15个县（Kreise）：计1个城市县（Stadtkreise）、14个乡村县（Landkreise）。
- 城市县：新勃兰登堡
- 乡村县：Altentreptow、Anklam、Demmin、Malchin、Neubrandenburg-Land、Neustrelitz、Pasewalk、Prenzlau、Röbel/Müritz、Strasburg、Templin、Teterow、Ueckermünde、Waren